# Demokratische Front Montenegros
Die Demokratische Front (DF, montenegr. Demokratski front / Демократски фронт) war eine konservative Koalition, die von dem montenegrinischen Diplomaten Miodrag Lekić geleitet wurde. Mitglieder der Koalition waren die Neue Serbische Demokratie (NOVA), die Bewegung für Veränderungen (PzP) und die Demokratische Partei der Einheit (DSJ). Hauptziel der DF war es, die regierende Demokratische Partei der Sozialisten Montenegros (DPS) von Milo Đukanović, die seit 1991 an der Macht ist, abzulösen. 
Bei der Parlamentswahl im Oktober 2012 erzielte die Koalition 20 von 81 Sitzen. Bei der Präsidentschaftswahl 2013 nahm Lekić als Kandidat teil. Nach dem Wahlergebnis wurde er knapp von Amtsinhaber Filip Vujanović (von der DPS) besiegt. Lekić behauptete, dass Vujanović durch massiven Wahlbetrug zum Sieg gekommen sei. Die Parlamentswahlen 2016 ergaben 18 Sitze für die DF.
Bei der Parlamentswahl in Montenegro 2020 gehörte die DF dem Wahlbündnis Za budućnost Crne Gore an.